# Tour D2
La Torre D2 es un rascacielos de oficinas de 171 metros de altura en distrito financiero de La Défense, en las afueras de París, Francia. Está situado en el municipio de Courbevoie. Este edificio es el ganador de los premios ArchiDesignClub Awards 2015 en la categoría de oficinas y comercio.